# Coupe de Tunisie masculine de handball 2022-2023
Navigation
Coupe de Tunisie 2021-2022 Coupe de Tunisie 2023-2024
La coupe de Tunisie 2022-2023 est la 67e édition de la coupe de Tunisie masculine de handball, compétition à élimination directe mettant aux prises des clubs de handball amateurs et professionnels affiliés à la Fédération tunisienne de handball.

## Résultats

### Huitièmes de finale
Les résultats des huitièmes de finale sont les suivants :
| Date            | Club recevant   | Score     | Club visiteur   |
| --------------- | --------------- | --------- | --------------- |
| 18 février 2023 | ES Tunis        | 32 – 20   | EBS Béni Khiar  |
| 18 février 2023 | El Menzah Sport | 25 – 18   | CS hilalien     |
| 18 février 2023 | Jendouba Sports | 23 – 29   | CHB Ksour Essef |
| 18 février 2023 | JS Grombalia    | 37 – 40   | EM Mahdia       |
| 18 février 2023 | Stade tunisien  | 23 – 32   | Club africain   |
| 18 février 2023 | CH Jemmal       | Forfait – | CS Sakiet Ezzit |
| 18 février 2023 | AS Hammamet     | 21 – 29   | ES Sahel        |
| 18 février 2023 | AS Téboulba     | 33 – 29   | SC Moknine      |

### Quarts de finale
Les résultats des quarts de finale sont les suivants :
| Date        | Club recevant   | Score   | Club visiteur |
| ----------- | --------------- | ------- | ------------- |
| 13 mai 2023 | El Menzah Sport | 21 – 32 | EM Mahdia     |
| 13 mai 2023 | ES Tunis        | 28 – 26 | Club africain |
| 13 mai 2023 | CHB Ksour Essef | 29 – 34 | AS Téboulba   |
| 14 mai 2023 | CS Sakiet Ezzit | 24 – 23 | ES Sahel      |

### Demi-finales
| Date        | Club recevant | Score   | Club visiteur   |
| ----------- | ------------- | ------- | --------------- |
| 19 mai 2023 | EM Mahdia     | 29 – 25 | CS Sakiet Ezzit |
| 20 mai 2023 | AS Téboulba   | 22 – 40 | ES Tunis        |

### Finale
| Date        | Club recevant | Score   | Club visiteur |
| ----------- | ------------- | ------- | ------------- |
| 2 juin 2023 | EM Mahdia     | 22 – 35 | ES Tunis      |